# Slaughters, Kentucky
Slaughters (ursprungligen Slaughtersville) är en ort i Webster County i delstaten Kentucky, USA.